# Джейсън Бонъм
Джейсън Бонъм е британски барабанист. Свири в различни проекти и групи. Познат е повече като син на Джон Хенри „Бонзо“ Бонъм, барабанистът на Лед Зепелин.

## Биография
Бонъм е роден в град Дъдли, Западен Мидлънс. Започва да свири на барабани на 4 години и се появява с баща си във филма „The Song Remains The Same“. На 17 години се присъединява към своята първа банда – Airrace. През 1985 се присъединява към Virginia Wolf и прави два албума и турне в САЩ, подкрепяйки The Firm,
През 1988 г. Бонъм се присъединява към Джими Пейдж за албума му Outrider и за турне. През май същата година Бонъм се появява с тримата „оцелели“ членове на Led Zeppelin за изпълнение на Atlantic Records 4-th Anniversary.
През 1990 Бонъм се появява като специален гост на Московския музикален мирен фестивал, изпълнявайки песента „Rock’n’Roll“ с много тогавашни рок звезди. Същата година той формира своя собствена банда.
През 1990 г., Бонъм се жени за Джен Чартерис в Стоун, Кидерминстър. Приемът след сватбата включва купон с Джими Пейдж, Робърт Плант и Джон Пол Джоунс. Семейство Бонъм имат две деца, син на име Джагър (наречен на Мик Джагър) и дъщеря на име Джас.
Бонъм е свирил за Пол Роджърс на наградите „Грами“. Година по-късно със Слаш от Guns’n’Roses и Пол Роджърс той се появява на Удсток през 1994. Бонъм сменя състава на групата си с нов вокалист. Преименувани на Motherland, те пускат албума „Peace 4 me“ по-късно през 1994.
През 1995 г. Джейсън и сестра му Зои представляват баща си, когато Лед Зепелин са включени в Залата на рокенрола. Бонъм скоро прави друг солов проект, който става хитов с „In the Name of My father-The Zepset“, в който са включени песни на Лед Зепелин. Този албум е благотворителен.
Бонъм свири за Healing Sixes от 1999 до 2003 и се появява във филма Rock Star, където участва Марк Уолбърг. Бандата във филма, Steel Dragon, наистина записва песните, включени във филма, както и саундтрака. Следва албум и турне с лелята на Джейсън, Деби Бонъм. Джейсън Бонъм е поканен да свири в хардрок групата UFO. През 2006 той записва с Джо Бонамаса.
През май 2006 Бонъм с Тед Нюджънт, Ивън Зайнфелд, Себастиън Бах и Скот Ян участват в риалити шоуто на VH1 „SuperGroup“. Музикантите създават група, наречена Damnocracy. По време на шоуто живеят в Лас Вегас в продължение на 12 дни и създават музика. Джейсън е свирил и с Foreigner 2004 – 2007 и частично до 2008.
На 12 септември 2007 беше обявено, че Джейсън Бонъм ще замести баща си на концерта на реформирането на Led Zeppelin, състояло се на 10 декември.